# Epopterus
Epopterus is een geslacht van kevers uit de familie zwamkevers (Endomychidae). De wetenschappelijke naam van het geslacht werd in 1844 gepubliceerd door Auguste Chevrolat.
De kevers hebben een ovaal of langwerpig, convex of een weinig afgeplat lichaam. De soorten zijn meestal donker gekleurd met lichtere banden en stippen; dit is soms omgekeerd. Epopterus komt voor van Centraal-Amerika tot in Argentinië.